# إيلي روسيل
إيلي روسيل (بالإنجليزية: Ellie Rowsell)‏ هي مغنية بريطانية، ولدت في 19 يوليو 1992 في أرتشواي، لندن في المملكة المتحدة.

## وصلات خارجية
- إيلي روسيل على موقع IMDb (الإنجليزية)
- إيلي روسيل على موقع ميوزك برينز (الإنجليزية)
- إيلي روسيل على موقع ديسكوغز (الإنجليزية)